# Felix Wankel
Felix Wankel, född 13 augusti 1902 i Lahr i Tyskland, död 9 oktober 1988 i Heidelberg i Tyskland. Uppfinnare av wankelmotorn.
Wankel hade principen för vridkolvsmotorn (kallas även rotationsmotor, eller wankelmotor) klar för sig 1924. Han fortsatte utveckla tekniken vid ett flygforskningsinstitut under andra världskriget, och tog med sig kunnandet när han 1951 började hos bil- och motorcykeltillverkaren NSU. 
I början av 1970-talet blev han ledare för ett eget forskningsinstitut som fortsatte att utveckla motorn. Han sålde institutet till Mercedes-Benz år 1987 och dog 1988 efter en längre tids sjukdom.